# ベアトリス・ダヴェーヌ
ベアトリス・ダヴェーヌ（Beatrice d'Avesnes, ? - 1321年2月25日）は、ボーモン領主ボードゥアン・ダヴェーヌとフェリシテ・ド・クシーの娘。父ボードゥアンはブシャール4世・ダヴェーヌとフランドル女伯・エノー女伯マルグリット2世の息子である。
1265年、後にルクセンブルク伯となるハインリヒ6世と結婚し、以下の子女が生まれた。
- ハインリヒ7世（1274年頃 - 1313年） - ルクセンブルク伯、神聖ローマ皇帝
- ヴァルラム（1280年頃 - 1311年） - ブレシア包囲戦で戦死
- フェリツィタス（? - 1336年） - 1298年、ルーヴェン伯ジャン・トリスタン（ブラバント公アンリ1世の曾孫）と結婚
- バルドゥイン（1285年 - 1354年） - トリーア大司教（1307年 - 1354年）
- マルガレーテ（? - 1336年） - リールおよびマリエンタールの修道女